# カンキチク
カンキチク（寒忌竹、Homalocladium platycladum）はタデ科の多年草である。ソロモン諸島の原産で、1属1種。
高さは1メートルほどの灌木状に成長する。茎は緑色、偏平で節がある。枝1本ごとに線状楕円形になり、横に垂れるのがまるで葉のように見える。葉は節ごとにつき、矢筈状、緑色でつやが無くて柔らかい。葉は脱落しやすく、全くなくなることもあり、代わりに茎で光合成をする。夏に節に緑白色の小さい花を多数つけ、果実は三稜形で紫色。
観賞用に栽培される。